# 히라누마바시역
히라누마바시역(일본어: 平沼橋駅, ひらぬまばしえき)은 일본 가나가와현 요코하마시 니시구에 위치한 사가미 철도 본선의 역이다. 역 번호는 SO02이다.

## 역 구조
섬식 승강장 1면 2선의 지상역에서 교상 역사를 갖는다. 대합실부와 승강장 지상부를 연결하는 엘리베이터와 화장실이 설치되어 다기능 화장실도 병설되고 있다. 역 남동쪽에는 도카이도 본선과 요코스카 선이 보통 주행하고 있지만 노선의 플랫폼은 없다.
2007년에 새 타입의 역명판이 요코하마 방향에 설치되어 2009년 말경까지 그 이외의 부분도 갱신되었고 그 후에도 다른 역의 갱신도 순차적으로 진행되고 있다.
이어 2015년부터 소테쓰 디자인 브랜드 향상 프로젝트의 일환으로 역사 내외장 등의 리뉴얼을 실시, 2017년 1월에 완성되었다.

### 승강장
| 번호 | 노선 | 방향 | 행선                                |
| ---- | ---- | ---- | ----------------------------------- |
| 1    | 본선 | 하행 | 후타마타가와・에비나・쇼난다이 방면 |
| 2    | 본선 | 상행 | 요코하마 방면                       |

## 역 주변
요코하마 역에서 도보 10분 정도 거리에 위치한다. 2000년대부터 고층 아파트 건설이 진행되고 있지만, 거리를 느끼게 하는 건물도 남아 있다.
- 요코하마 시 니시 구 공회당, 서부 지구 센터
- 요코하마 시립 히라누마 초등학교
- 요코하마 시립 오카노 중학교
- 가나가와 현립 요코하마 히라누마 고등학교
- 스이텐구 히라누마 신사
- 컴포트 병원
- 오카노 공원
- tvk 하우징 플라자 요코하마(주택 전시장)
- 후루카와 전공 요코하마 연구소
- 요코하마 유지 공업 주식 회사 본사・요코하마 공장
- 게이큐 본선 도베 역

## 역사
- 1931년 10월 25일: 철도성(현, JR선)의 측선을 받아 영업 개시.
- 1970년 12월 26일: 교상 역사 완공[1].
- 2017년 1월 16일: 사가미 철도 디자인 브랜드 향상 프로젝트의 일환으로 실시되었던 역사(내외장 등)의 리뉴얼 완성.

## 사진

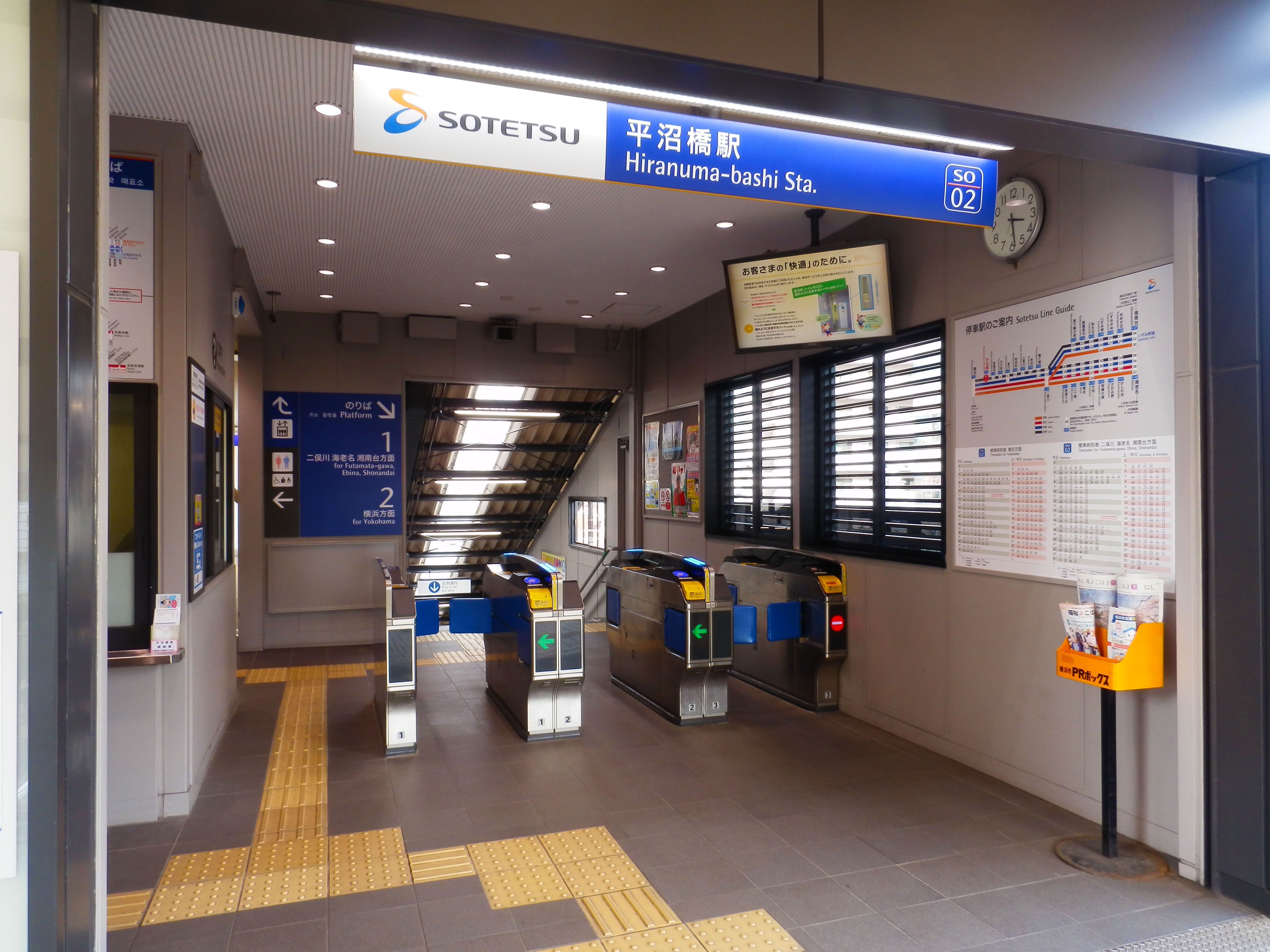
개찰구

## 인접역
| 사가미 철도 본선            | 사가미 철도 본선 | 사가미 철도 본선              |
| --------------------------- | ---------------- | ----------------------------- |
| SO01 요코하마 요코하마 방면 | ■ 각역정차       | 니시요코하마 SO03 에비나 방면 |